# Петергоф (люгер)
«Петергоф» — люгер Балтийского флота Российской империи.

## Описание судна
Длина судна между перпендикулярами по сведениям из различных источников составляла от 20,1 до 20,12 метра, ширина — 6,1 метра, а осадка от 2,3 до 2,34 метра. Вооружение судна состояло из 12-ти орудий.

## История службы
Люгер «Петергоф» был заложен на Охтенской верфи 7 (19) марта 1829 года и после спуска на воду 1 (13) ноября 1829 года вошёл в состав Балтийского флота России. Строительство вёл корабельный мастер В. Ф. Стокке
С 1830 по 1835 год, с 1837 по 1839 год и 1842 по 1851 год люгер выходил в практические плавания в Балтийское море и Финский залив. 
30 августа (11 сентября) 1834 года участвовал в церемонии открытия памятника Александру I. В 1836 году подвергся тимберовке на Охтенской верфи. В 1840 и 1841 годах совершал плавания в Ботническом заливе, ходил в Свинемюнде и Киль. В 1852 году выходил в крейсерские плавания к берегам Дании и Швеции в составе эскадры. В 1853 году выходил в практическое плавание в Финский залив.
В 1854 и 1855 годах находился в Кронштадтском порту. В 1856 году совершал плавания междуСанкт-Петербургом и Кронштадтом, 23 июля (4 августа) 1856 года, находясь на Кронштадтском рейде, принимал участие в Высочайшем смотре судов Балтийского флота. 
В 1861 году люгер «Петергоф» был продан на слом и 14 (26) октября 1861 года исключен из списков судов флота.

## Командиры судна
Командирами люгера «Петергоф» в разное время служили:
- М. А. Лавров (1830);
- Огильви (1831 год);
- П. М. Муравьев (1832—1833 годы);
- В. А. фон Глазенап (1834—1835 годы);
- Н. П. Акулов (1837—1838 годы);
- лейтенант В. Е. Развозов (1839—1842 годы);
- барон В. Ф. Таубе (1843—1845 годы);
- капитан-лейтенант И. Г. Сколков (1846 год);
- М. А. Бутаков (1847 год);
- Ф. Я. Брюммер (1848 год);
- С. Г. Сколков (1849—1850 годы);
- М. А. Атрыганьев (1851—1853 годы);
- И. С. Варваций (1856 год).